# Тосюсай Сяраку

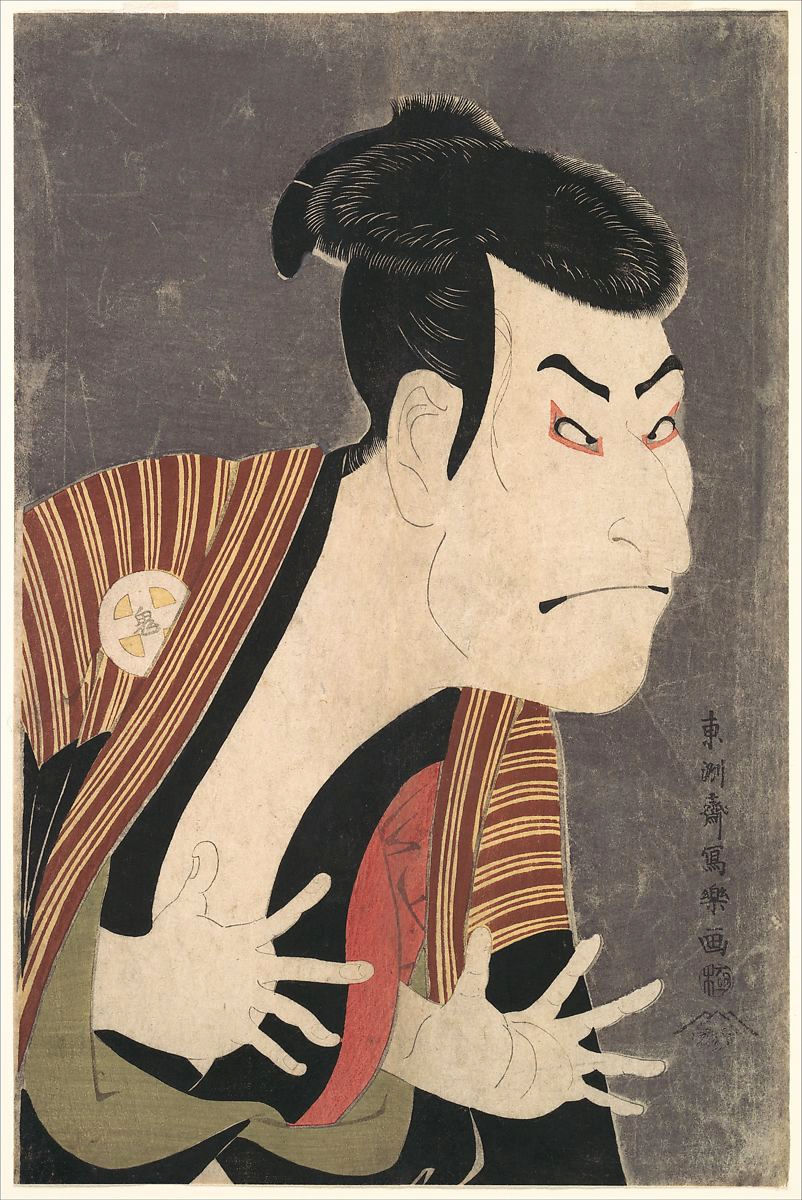
Отані Онідзі (1794).

Тосюсай Сяраку (яп. 東洲斎写楽, とうしゅうさいしゃらく; ? — ?) — японський художник-портретист періоду Едо. Майстер гравюр укійо-е. Ймовірно жив між 1763 і 1820 роками. Творча активність припадає на 1793—1794 роки.

## Короткі відомості
Про життя Тосюсая Сяраку майже нічого не відомо. Він залишив по собі 142 картини, які були видані за сприяння Цутаї Дзюдзабуро. Припускають, що вони були створені митцем у чотири періоди. Перші 28 гравюр Сяраку намалював в червні 1794 року, на яких зобразив карикатурні погруддя акторів театру кабукі. Друга серія з 38 картин була написана у серпні-вересні. Вона складалася з портретів акторів у весь зріст. Гравюри третього періоду художник створив наприкінці 1794 року. З 64 картин 4 картині були присвячені темі сумо, а решта — кабукі. Остання серія картин містила 12 малюнків, написаних у лютому 1795 року, на яких були зображені борці сумо та актори. Найціннішими вважаються картини першого періоду, на яких гіперболічно і оригінально виразив характерні риси виконавців головних ролей.
Стиль Сяраку успадкували і розивнули такі художники як Кацукава Сюн'ей, Утаґава Тойокуні та Кітаґава Утамаро.